# Sent Miquèl (Arieja)
Sent Miquèl (en francès Saint-Michel) és un municipi francès situat al departament de l'Arieja i a la regió d'Occitània.